# Oscar Ryba
Oscar Ryba, vl. jménem Ladislav Koštejn (1963, Děčín – 11. července 2002, Česká Kamenice) byl český prozaik.

## Biografie
Po studiu na gymnáziu absolvoval několik semestrů stavební fakulty ČVUT v Praze, poté vystřídal různá zaměstnání (kulisák, skladník, manažer aj.) V roce 1986 spolu se spisovatelem Václavem Kahudou a Skiollem Podragou založil a také redigoval ediční řadu Branických almanachů. V 90. letech publikoval své texty v časopisech Moderní analfabet, Iniciály či Lázeňský host, často vystupoval v literárních klubech (Pant klub, Klub 8 aj.) Koncem 90. let odešel z Prahy zpět na sever Čech do České Kamenice, angažoval se v Iniciativě pro děčínský zámek a pokračoval na dokončení románu Život mezi prsty, který vyšel až po jeho smrti. Ta nastala 11. července 2002 po nešťastném pádu ze skály.

## Dílo
- Žiju si jako Rybouac (Petrov, 1998)
- Život mezi prsty (Protis, 2005)

## Účast v antologiích
- Almanach Pant 1990–1995 (Pant klub, 1996)
- Kroky ze tmy (Triton, 1996)
- Lásky a nelásky (Vera, 1998)
- Století lásky a nenávisti (Knižní klub, 1999)
- Literární a kulturní klub 8 1997–1999 (Literární a kulturní klub 8, 2000)
- Antologie nové české literatury 1995–2004 (Fra, 2004)